# 水污染预警溯源仪
水污染预警溯源仪（英語：Pollution early-warning and identification of pollution discharge source instrument）是由清华大学环境学院吴静团队基于三维荧光光谱理论自主研制而成，可以识别污染排放源的水质污染。通过检测水样的水质荧光信号与数据库中污染源的荧光信号比对。其具有早期污染预警、污染快速溯源以及污染自动留证功能。目前有在线式、台式和移动式三个系列仪器，分别在不同应用场景使用，常与其他常规水质监测仪器配合使用。2017年，仪器获日内瓦国际发明博览会特别嘉许金奖。

## 基本原理
荧光技术是近年来快速发展的新型化学分析手段，依靠测量含共轭Π键等化学结构的分子在可见光或紫外光激发发射特定波长的光来完成有机化合物的定性定量分析。有机物的发光位置固定的特性决定了荧光光谱与样品一一对应的特点。根据水体和污水中的污染物种类和浓度不同，可展示出有机物水样组成的差异，因此荧光光谱被称为“水质荧光指纹”。水样的三维荧光光谱是描述荧光强度同时随激发波长和发射波长变化的关系图谱，可以展现水样的有机物组成，图像形象直观，所含信息丰富。

## 应用场景
水污染预警溯源仪广泛应用于水源地、水体、工业园区、流域、城市/区域等水环境监管场景，也是环保、水利、住建部门提升水环境监察执法效率的常用仪器。

## 组成和结构
预警溯源仪主要由自动进样/计量单元、水质指纹检测单元、总控单元和水质指纹数据库组成。